# Frydrychów (województwo opolskie)
Frydrychów – osada w Polsce, w województwie opolskim, w powiecie nyskim, w gminie Paczków
Przed 2024 miejscowość była przysiółkiem wsi Ścibórz.
Przed 1945 rokiem wieś nazywała się Friedrichseck. Po drugiej wojnie światowej nadano jej nazwę Miechowice, pomimo że lokalnie funkcjonowała nazwa Frydrychów. W wyniku nacisków miejscowej ludności w 2006 roku nadano miejscowości nazwę Frydrychów.
Frydrychów uzyskał status sołectwa w 2008 roku, wcześniej należał do sołectwa Ścibórz. 

## Zabytki

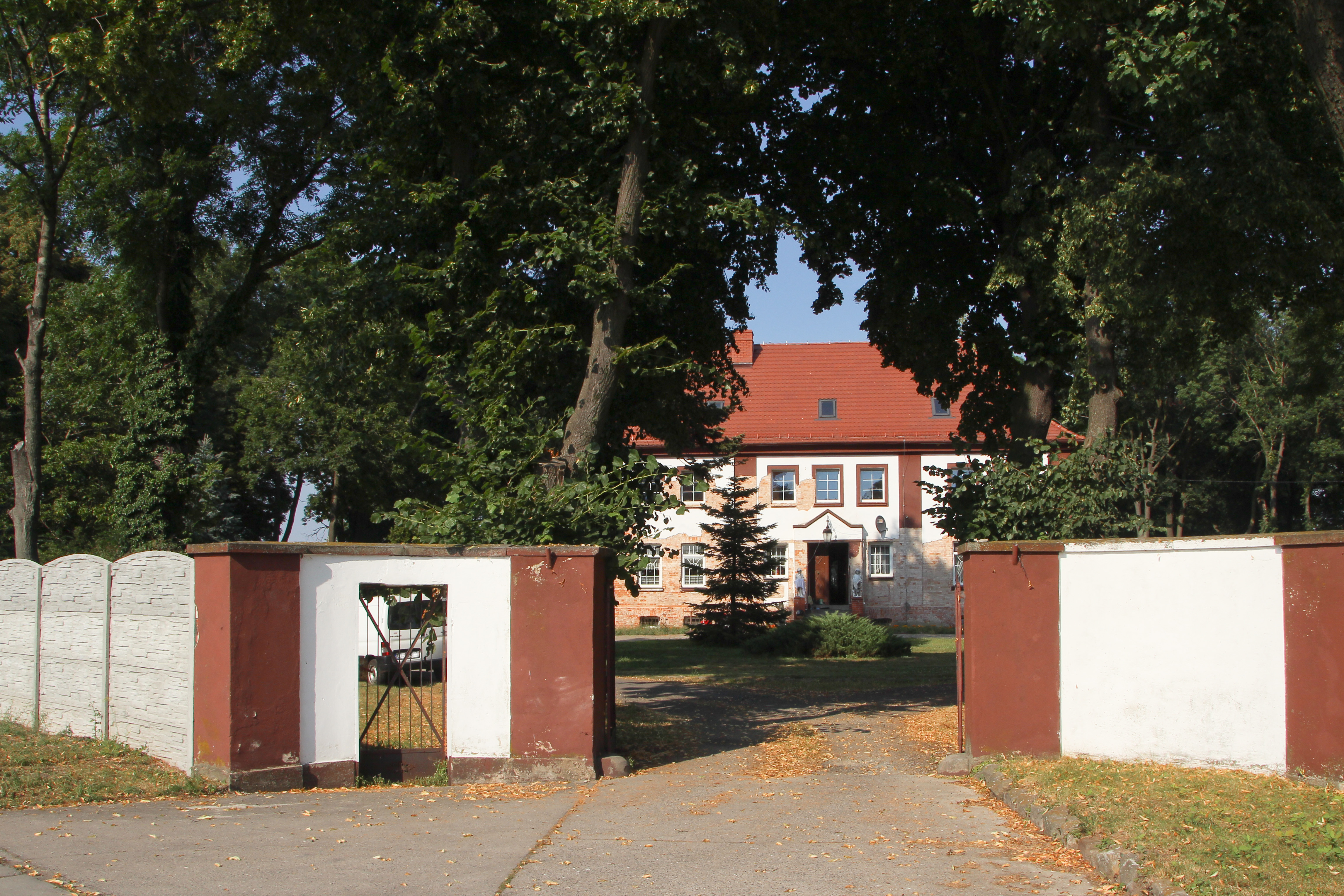
Pałac we Frydrychowie

Do wojewódzkiego rejestru zabytków wpisany jest park pałacowy, z poł. XIX-XX w.
Inne zabytki:
- pałac, wzniesiony w latach 1910-1920 w miejscu dworu.

## Historia
Przed 1810 rokiem Frydrychów był własnością biskupów wrocławskich. W tymże roku jako majątek kościelny w wyniku sekularyzacji Prus przechodzi na własność państwa. W 1817 roku zostaje darowany Alexandrowi von Humboldt, który buduje niewielki dwór. W 1905 r. Frydrychów przechodzi na własność otmuchowskiej cukrowni i wojskowego zarządu dróg. W miejsce dworu w latach 1910 - 1920 wybudowano neobarokowy pałac.
Po drugiej wojnie światowej majątek ziemski wraz z pałacem we władaniu PGRu. Po 1990 roku pałac sprzedano.